# Ingeborg Bachmann
Ingeborg Bachmann (írói álneve: Ruth Keller), (Klagenfurt, 1926. június 25. – Róma, 1973. október 17.) osztrák költő-, illetve írónő.

## Élete
Bécsben filozófiát, pszichológiát és germanisztikát hallgatott. 1950-ben írta disszertációját Martin Heidegger egzisztencialista filozófiájának kritikai elfogadásáról (Die kritische Aufnahme der Existentialphilosophie M. Heideggers).
1952-ben vált ismertté a Gruppe 47 csoport egyik felolvasó estjén. 1953 után Zürichben és Rómában élt, ez utóbbi városban 1965-ben végleg letelepedett. 1973-ban, negyvenhét évesen halt meg. Római lakásában tűz ütött ki, égési sérüléseket szenvedett, és ezek következtében hunyt el október 17-én. Ingeborg Bachmann a Klagenfurt-Annabichl-i temetőben nyugszik.

## Művészete
Ingeborg Bachmann elsősorban költőként vált jelentőssé. Die gestundete Zeit (1953) című verseskötete a háború utáni korszak restaurációs törekvéseit és annak követőit ítéli el.
Anrufung des großen Bären (1956) című kötetében a mitológiához nyúl témaként, és az emberi élet utópiája foglalkoztatja.
Frankfurti felolvasásait (Frankfurter Vorlesungen) 1959/60-ban vendégdocensként tartotta. A poétika témáját érintő előadások a szerzői Én és az irodalom mint a világ változásának médiuma kapcsolatát tárták fel.
1961-ben jelent meg elbeszéléskötete Das dreißigste Jahr (A 30. év) címmel, melyben a fasizmussal való együttéléssel és annak feldolgozásával foglalkozott.
1965-ben nyúl az úgynevezett Todesarten-Zyklus (a halál formái – ciklus) témájához, mely azzal foglalkozik, hogy a nők hogyan kerülnek partnerük miatt izolált, elszigetelt helyzetbe és hogyan kényszerülnek hallgatásra. E ciklusnak csak egy darabja készült el, a Malina című regény (1971), melyet 1991–ben Isabelle Huppert, Mathieu Carrière és Can Togay közreműködésével megfilmesítettek. A 2. résznek szánt Der Fall Franza és a 3. rész, a Requiem für Fanny Goldmann című művek töredékben maradtak, bár alkotójuk halála után, 1979-ben publikálták őket.
Bachmann kései műveiben a női írásművészettel foglalkozott.

## Kitüntetései
- 1953-ban a Gruppe 47 díját kapja Die gestundete Zeit című kötetének elismeréseképpen
- 1964-ben Büchner-díjjal tüntették ki
- 1968-ban Osztrák Állami Kitüntetésben részesült
- 1972-ben A. Wildgans-díjat kapott

## További művei
- Ein Ort für Zufälle, 1965
- Simultan, 1972 (elbeszélések)
- Gier, 1982 (elbeszélések, posztumusz)

## Magyarul
- Szimultán. Elbeszélések; vál., utószó Vályi-Nagy Ágnes, ford. Farkas Tünde et al.; Európa, Bp., 1983 (Modern könyvtár)
- Malina. Regény; ford. Pete Nóra; Jelenkor, Pécs, 2002
- A kimért idő. Versek; ford. Adamik Lajos, Márton László, Jelenkor, Pécs, 2007

## Utóélete, hatása
- Utolsó kiadatlan alkotásait H. Höller szerkesztette, és adta ki 1998-ban. Hangjátékokat is írt.
- 1976-ban Klagenfurtban alapították az Ingeborg Bachmann-díjat. 1977 óta ítélik oda, a díj a német nyelvterület egyik legfontosabb irodalmi kitüntetése.